# Синхронне плавання на літніх Олімпійських іграх 1988
Змагання з синхронного плавання на літніх Олімпійських іграх 1988 тривали з 26 вересня до 1 жовтня у Відкритому плавальному басейні Джамсіл. 46 спортсменок змагалися за 2 комплекти нагород: у змаганнях дуетів і груп.

## Медальний залік
| Дисципліна | Золото                                    | Срібло                                   | Бронза                                  |
| ---------- | ----------------------------------------- | ---------------------------------------- | --------------------------------------- |
| Соло       | Керолін Волдо (CAN)                       | Трейсі Руїз (USA)                        | Мікако Котані (JPN)                     |
| Дуети      | Канада (CAN) Мішель Кемерон Керолін Волдо | США (USA) Керен Джозефсон Сара Джозефсон | Японія (JPN) Мікако Котані Міяко Танака |

## Таблиця медалей
| Місце              | Країна             | Золото | Срібло | Бронза | Загалом |
| ------------------ | ------------------ | ------ | ------ | ------ | ------- |
| 1                  | Канада (CAN)       | 2      | 0      | 0      | 2       |
| 2                  | США (USA)          | 0      | 2      | 0      | 2       |
| 3                  | Японія (JPN)       | 0      | 0      | 2      | 2       |
| Загалом (3 збірні) | Загалом (3 збірні) | 2      | 2      | 2      | 6       |